# Mutluluk – Der Ehrenmord
Mutluluk – Der Ehrenmord, ausländischer Verleihtitel Bliss, ist ein türkischer Spielfilm des Regisseurs Abdullah Oğuz aus dem Jahr 2007. Die Romanverfilmung des internationalen Bestsellers Glückseligkeit (2002, DE 2008) von Zülfü Livaneli erhielt Auszeichnungen auf mehreren bedeutenden Festivals.

## Kritik
Das Canberra Internationale Filmfestival nannte Mutluluk „ein unkonventionelles Roadmovie, in dem der Vollstrecker eines Ehrenmordes und sein Opfer auf eine Selbstentdeckungsreise gehen“. Christiane Schlötzer von der Süddeutschen Zeitung rezensierte den Film am 29. März 2007 als „großes Unterhaltungskino“. Atilla Dorsay von der Sabah sah einen Film über „eine große Liebe“.  Jugu Abraham (dearcinema.com) sprach von „einfach himmlischem Kino“.

## Soundtrack
Der Soundtrack des Films stammt vom Autor, der auch ein bekannter Singer-Songwriter ist. Das einzige Lied des Scores singt mit Meryem’s Song aber die Berliner Soulsängerin Jocelyn B. Smith.

## Auszeichnungen

### Antalya Golden Orange Film Festival 2007
- Bester Schauspieler – Murat Han
- Beste Schauspielerin – Özgü Namal
- Bestes Makeup – Suzan Kardes
- Beste Musik – Zülfü Livaneli
- Bester Ton – Orçun Kozluca

### Kerala International Film Festival 2007
- Besonderer Preis der Jury

### Montpellier Mediterranean Film Festival 2007
- Publikumspreis

## Nominierungen

### Istanbul International Film Festival 2007
- Bester Film

### Montréal World Film Festival 2007
- Grand Prix des Amériques